# Inocybe hystrix
Espèce
Synonymes
- Agaricus hystrix Fr.[1]

Inocybe hystrix est une espèce de champignons de l'hémisphère nord, du genre Inocybe dans la famille des Inocybaceae.  
Il s'agit d'un sporophore de 1 à 3 cm de diamètre, convexe ou campanulé, densément méchuleux et orné de méchules brunes, dressées, sur fond plus pâle. Ses lames adnées, serrées, blanchâtres, grisâtres puis brunes, à arêtes plus pâles. Son pied mesure de 2 à 6 cm de haut pour 3 à 5 mm d'épais, droit ou un peu clavé, orné de méchules brunes sur fond plus pâle. Il présente une cortine blanchâtre, fugace. Sa chair est blanchâtre, à odeur et saveur indistinctes. Sa sporée est brune et ses spores en amande et lisses mesurent de  9 à 11 µm pour 4,5 à 5,5 µm. 
Cette espèce pousse durant les saisons estivale et automnale dans les forêts de feuillus et de conifères de l'Europe et du Canada où elle est très rare,.

Inocybe hystrix
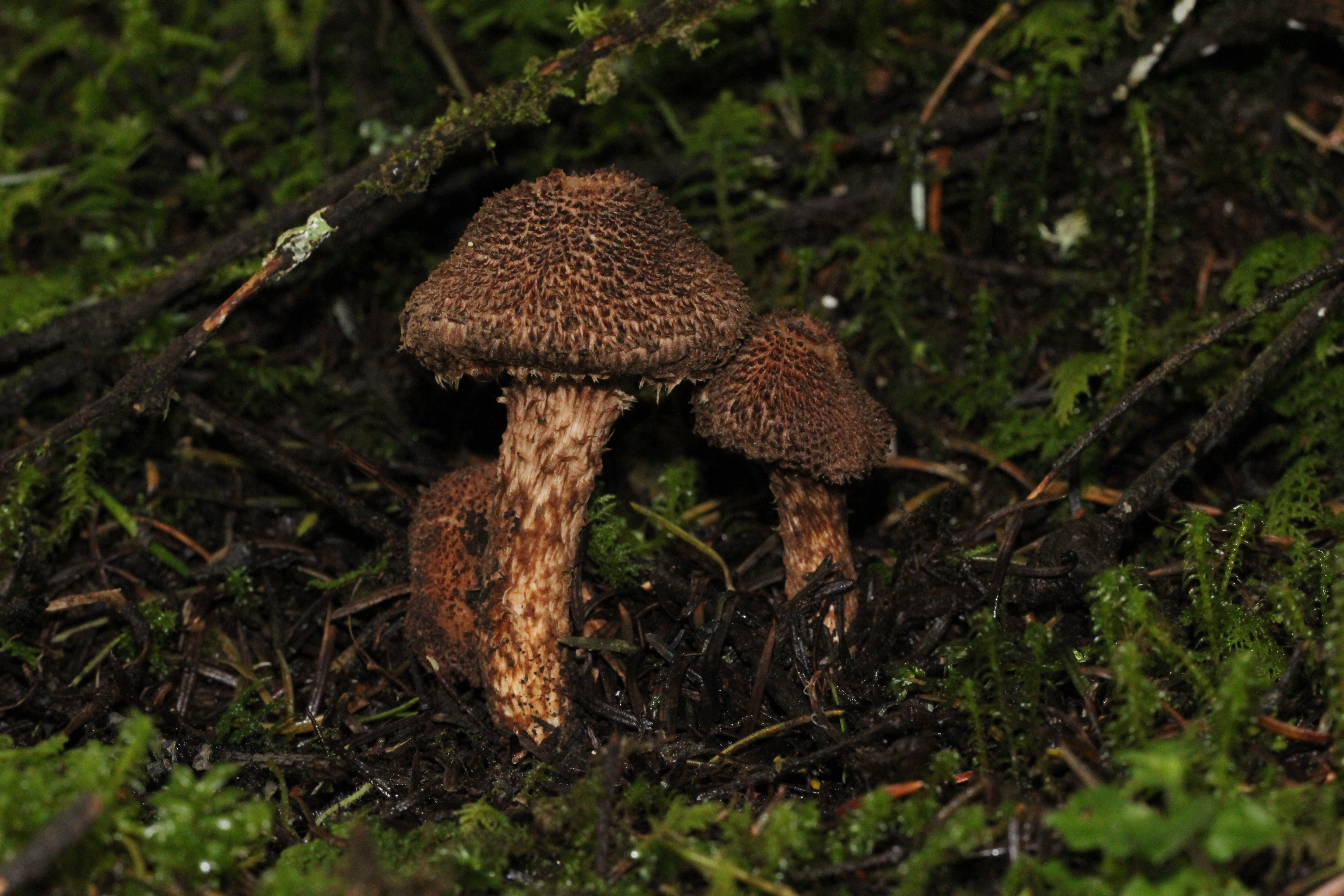
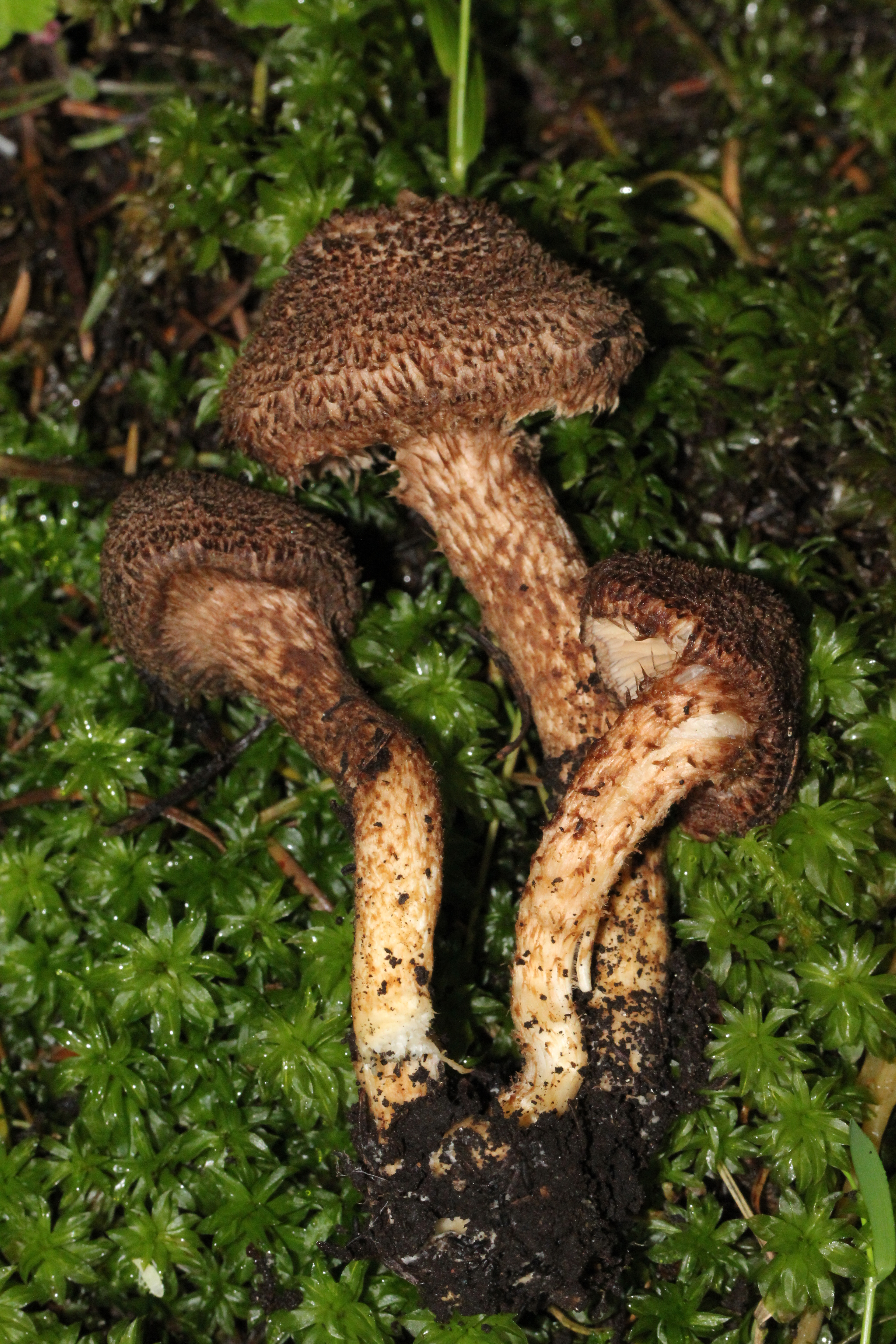
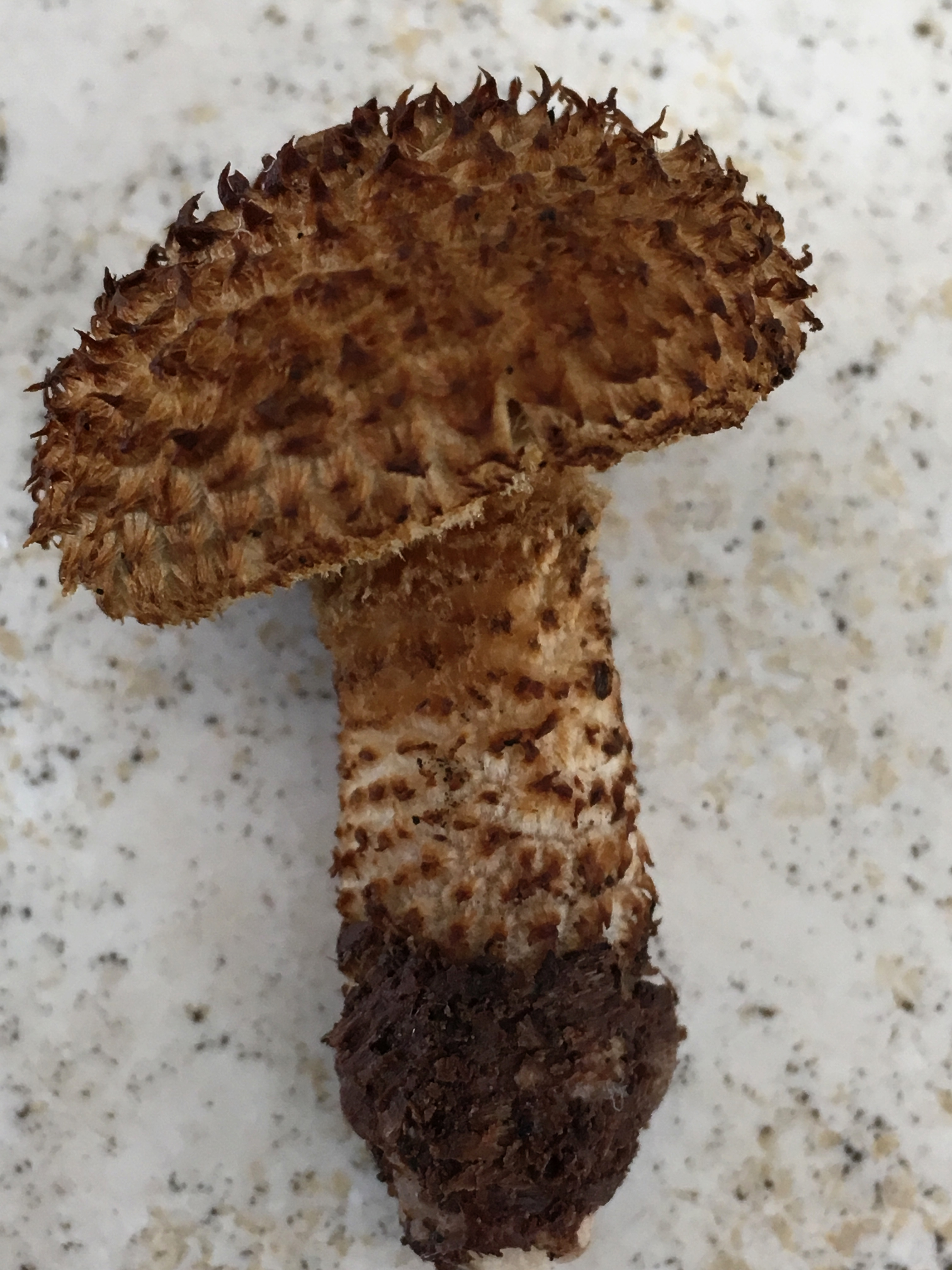
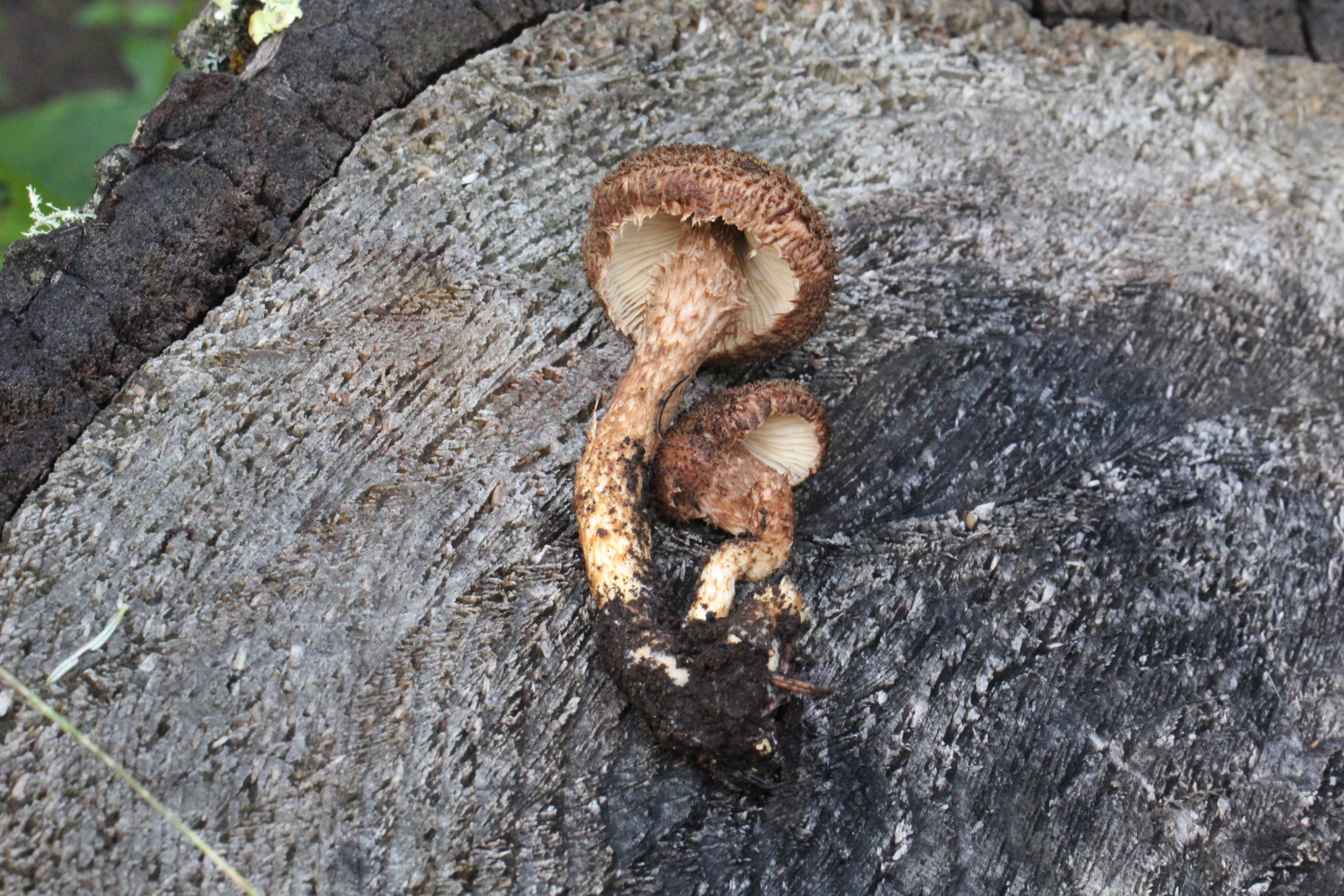